# Drake i Josh
Drake i Josh (ang. Drake & Josh, 2004–2007) – amerykański serial komediowy, który swoją premierę w Polsce miał 10 lipca 2008 do 19 marca 2009. Opowiada o dwóch przybranych braciach, którzy miewają niecodzienne przygody.

## Fabuła
Historia Drake’a (Drake Bell) i Josha (Josh Peck), dwóch 15-letnich (w pierwszym sezonie; w drugim 16-letnich, w trzecim 17-letnich, a w czwartym 18-letnich) chłopców, którzy zmuszeni są razem zamieszkać, kiedy ich rodzice postanawiają się pobrać. Drake to wyluzowany chłopak, który lubi dobrze się bawić, grać na gitarze i spotykać się z dziewczynami. Farciarz, któremu zawsze wszystko uchodzi na sucho. Josh jest bardzo inteligentny i nie przepada za ryzykiem. Dorośli uważają go za cudowne dziecko. Chociaż jest uroczy, grzeczny i dobrze ułożony, to zawsze on ma szlaban. Często ratuje Drake’a z kłopotów.

## Obsada

### Główni
- Drake Parker (Drake Bell) – przyrodni brat Josha, miał z setkę dziewczyn, lubi niezdrowe jedzenie. Ma siostrę Megan. Umie dobrze kłamać. Kiepsko się uczy i nigdy nie odrabia lekcji. Jest utalentowanym gitarzystą. Jego idolem jest Devon Malone. Nie znosi W-f.
- Joshua „Josh” Nichols (Josh Peck) – przyrodni brat Drake’a, jest pulchny (trochę), zachowuje się jak dziecko, lubi Oprah Winfrey, pracuje w kinie Premiere, ma dziewczynę Mindy. Czterokrotnie był drugi w konkursie naukowym. Marzy o zdobyciu złotej kamizelki.
- Megan Parker (Miranda Cosgrove) – 11-letnia siostra Drake’a, przyrodnia siostra Josha, jest zła i wredna, lubi robić swoim starszym braciom kawały, numery i psikusy. Kocha zwierzęta.
- Audrey Parker-Nichols (Nancy Sullivan) – mama Drake’a i Megan, macocha Josha. Myśli że Megan jest zawsze bez winy.
- Walter Nichols (Jonathan Goldstein) – tata Josha i ojczym Drake’a oraz Megan, pracuje w telewizji, zapowiada pogodę. Jest troszkę pulchny, jak Josh.

### Drugoplanowi
- Mindy Crenshaw – najlepsza uczennica w klasie, dziewczyna Josha. Wygrała cztery razy z rzędu konkurs naukowy. Drake jej nienawidzi, a ona go.
- Helen Dubois – szefowa kina „Premiere”, uwielbia Drake’a, nie lubi Josha (jest przełożoną Josha). Grała małą Georgię w serialu „Szczęśliwe dni”.
- Craig i Eric – koledzy ze szkoły Drake’a i Josha. Bardzo dobrze się uczą, lecz są naiwni.
- Clayton – kolega ze szkoły Drake’a i Josha. Jest kujonem i ma wadę wymowy.

### Trzecioplanowi
- Babcia – babcia Josha i Drake’a oraz Megan, kocha jedynie Josha, umie grać w koszykówkę, występuje w odcinku 5 oraz jest wspominana w innych odcinkach.
- Trevor – sprzedał Drake’owi i Joshowi Dune Buggy, jest chory na głowę.
- Scotty – perkusista w kapeli Drake’a, jest chory psychicznie, młodszy brat Trevora.
- Paul – basista w kapeli Drake’a.
- Pani Hayfer – nauczycielka Drake’a i Josha, nie cierpi Drake’a, ale uwielbia Josha.
- Papcio Nichols – dziadek Josha, służył na wojnie w armii generała Pattona.
- Szalony Steve – pracuje w kinie „Premiere”, jest niestabilny emocjonalnie.
- Kto to jest? – dziewczyna zakochana w Drake’u. Nikt nie wie kim ona jest. Zawsze jak ktoś się pyta, kim ona jest, ona zwykle mówi do Drake’a „Kocham cię, pa.” (czasami go też całuje) i odchodzi. Występuje w odcinkach „Rada honorowa”, „Blues Brothers”, i „Konkurs tańca”.
- Tyberiusz – pies Pani Hayfer. Jest wściekły. Pojawia się w odcinku Krwiożerczy Tyberiusz.
- Carly – dziewczyna w której Drake naprawdę się zakochał. Pojawia się w odcinku Kto wygrał?
- Yuka – internetowa koleżanka Josha. Pochodzi z Yudoni. Pojawia się w odcinku Ślub. Przez przypadek ożenił się z nią Drake. Dlatego jest brana za jego pierwszą żonę.

## Wersja polska
Opracowanie wersji polskiej: na zlecenie Nickelodeon Polska – Start International Polska

Reżyseria:
- Artur Kaczmarski,
- Elżbieta Kopocińska-Bednarek

Dźwięk i montaż:
- Sławomir Czwórnóg,
- Janusz Tokarzewski

Kierownik produkcji: Elżbieta Araszkiewicz

Udział wzięli:
- Kuba Truszczyński – Drake Parker
- Jonasz Tołopiło –
  - Drake Parker (odc. 56-60),
  - Trevor (odc. 6),
  - Devin Malone (odc. 7),
  - Mark (odc. 11),
  - Lekarz (odc. 11),
  - Miles (odc. 12)
- Krzysztof Królak – Josh Nichols
- Justyna Bojczuk – Megan Parker
- Elżbieta Jędrzejewska – mama – Audrey Parker-Nichols
- Marek Robaczewski – tata – Walter Nichols
- Elżbieta Kijowska – Babcia Josha (odc. 5)
- Joanna Pach –
  - Mała Georgia w serialu (odc. 27),
  - Różne głosy, głównie dziewczyn Drake’a
- Aleksander Mikołajczak – tata Mindy Crenshaw (odc. 31)
- Elżbieta Kopocińska-Bednarek – pani Hayfer – nauczycielka
- Joanna Węgrzynowska – doktor Phyllis (odc. 37)
- Modest Ruciński –
  - Szalony Steve,
  - Drew (odc. 15),
- Monika Pikuła – Rina
- Monika Błachnio
- Joanna Kudelska
- Paweł Szczesny –
  - Trener (odc. 11),
  - Cytrus (odc. 12),
  - Sędzia (odc. 13),
  - Policjant (odc. 16)
  - Pan Thompson (odc. 20)
  - Juror w konkursie Salsy (odc. 21)
- Krzysztof Szczerbiński – Koleś (odc. 16)
- Janusz Wituch –
  - Prezenter Radiowy (odc. 7),
  - Sprzedawca Gitar (odc. 7),
  - Głos Kuli do Gier (odc. 8),
  - Dr Jeff Glazer (odc. 8, 12),
  - Zeke (odc. 11),
  - Gościu (odc. 16)
- Cezary Kwieciński –
  - Eric (odc. 10, 13),
  - Gary Coleman (odc. 16)
- Adam Pluciński –
  - Westbrook (odc. 11),
  - Jerry (odc. 15),
  - Robbie Bernstein (odc. 13,20)
- Beata Wyrąbkiewicz – Ashley Blake (odc. 12)
- Julia Hertmanowska – Michelle
- Grzegorz Drojewski –
  - Eric,
  - Szalony Steve (odc. 9),
- Kajetan Lewandowski – Gary (odc. 58)
- Anna Sztejner –
  - Helen,
  - Nauczycielka Biologii (odc. 8)
- Robert Tondera – Agent FBI (odc. 16)
- Włodzimierz Bednarski – Papcio Nichols (odc. 35)
- Dominika Sell
- Antoni Pasowicz – Scotty

## Odcinki

### Daty premier w Polsce
- Nickelodeon –
  - I seria – 10 lipca 2008 roku
  - II seria – 16 lipca 2008 roku
  - III seria – 24 grudnia 2008 roku
  - IV seria – 12 stycznia 2009 roku
  - Film świąteczny: Wesołych świąt – Drake i Josh – 9 grudnia 2012 roku
- Nickelodeon HD –
  - I seria – 4 października 2011 roku
  - II seria – 12 października 2011 roku
  - III seria – 1 listopada 2011 roku
  - IV seria (bez odcinków 59 i 60) – 29 listopada 2011 roku
- TV Puls –
  - Film świąteczny: Wesołych świąt – Drake i Josh – 24 grudnia 2012 roku

## Sezony
| Sezon | Sezon | Odcinki    | Pierwsza emisja  | Ostatnia emisja   | Pierwsza emisja  | Ostatnia emisja |
| ----- | ----- | ---------- | ---------------- | ----------------- | ---------------- | --------------- |
|       | 1     | 1–6 (6)    | 11 stycznia 2004 | 22 lutego 2004    | 10 lipca 2008    | 15 lipca 2008   |
|       | 2     | 7–20 (14)  | 14 marca 2004    | 28 listopada 2004 | 16 lipca 2008    | 4 sierpnia 2008 |
|       | 3     | 21–40 (20) | 2 kwietnia 2005  | 8 kwietnia 2006   | 24 grudnia 2008  | 8 stycznia 2009 |
|       | 4     | 41–60 (20) | 24 września 2006 | 16 września 2007  | 12 stycznia 2009 | 19 marca 2009   |

### Spis odcinków
| Premiera odcinka (ENG) | Premiera odcinka (PL) | Nr | Polski tytuł                         | Angielski tytuł               |
| ---------------------- | --- | -- | ------------------------------------ | ----------------------------- |
|                        | |    |                                      |                               |
| SERIA PIERWSZA         | |    |                                      |                               |
|                        | |    |                                      |                               |
| 11.01.2004             | 10.07.2008 | 01 | Pilot                                | Pilot                         |
|                        | Ojciec Josha i matka Drake’a postanawiają się pobrać. Chłopcy zmuszeni są razem zamieszkać. Z początku Drake nie jest zachwycony tym pomysłem, ale z czasem dostrzega też zalety nowego brata. |    |                                      |                               |
| 25.01.2004             | 11.07.2008 | 02 | Uwierz mi, bracie                    | Believe Me, Brother           |
|                        | Nowa dziewczyna Drake’a romansuje z Joshem. Drake nie chce uwierzyć bratu i między chłopcami dochodzi do poważnej kłótni. PIOSENKA: Girl next door -Drake Bell |    |                                      |                               |
| 8.02.2004              | 12.07.2008 | 03 | Dwóch idiotów i niemowlę             | Two Idiots and a Baby         |
|                        | Szef ojca Josha pozostawia swoje dziecko pod opieką Drake’a i Josha. Pod wieczór niemowlak znika, a bracia mają coraz mniej czasu na poszukiwania. |    |                                      |                               |
| 15.02.2004             | 13.07.2008 | 04 | Pierwsza miłość                      | First Crush                   |
|                        | Josh przeżywa pierwszą miłość. Żeby zaimponować dziewczynie posuwa się do kłamstwa. W oszustwie pomaga mu Drake. PIOSENKA: Found A Way (fragment) –Drake Bell |    |                                      |                               |
| 22.02.2004             | 14.07.2008 | 05 | Babcia                               | Grandpa                       |
|                        | Rodzice Drake’a i Josha wyjeżdżają na weekend, jednak nie chcą zostawiać braci samych. Do opieki wzywają babcię Josha. Kobieta wyraźnie faworyzuje Josha i stara się jak najbardziej uprzykrzyć weekend Drake’owi. |    |                                      |                               |
| 18.01.2004             | 15.07.2008 | 06 | Dune Buggy                           | Dune Buggy                    |
|                        | Drake i Josh kupują od kolegi zniszczone Dune Buggy. Po kilku dniach naprawy, Drake bez zgody Josha wybiera się na przejażdżkę i niszczy pojazd. Próbuje ukryć to przed rodzicami, a Josh za wszelką cenę próbuje zmusić go do przyznania się. |    |                                      |                               |
| SERIA DRUGA            | |    |                                      |                               |
|                        | |    |                                      |                               |
| 21.03.2004             | 16.07.2008 | 07 | Gitara                               | Guitar                        |
|                        | Drake chce wygrać gitarę z autografem i wejściówki na koncert „Zero Gravity”. Organizuje imprezę aby mieć więcej telefonów. I tak to nic nie daje ponieważ wygrywa Megan. Która zgadza się oddać bilety pod warunkiem że Drake będzie za nią odrabiał lekcje. Gdy Josh chce pokazać Megan jak działa gitara, psuje ją i nie mówi o tym Drake’owi. Postanawia odkupić bratu nową gitarę, wydając na nią całe swoje oszczędności. Gdy idzie po autograf przytrzaskuje palce gitarzyście „Zero Gravity” który nie może zagrać. Zastąpił go Drake. Pieniądze za występ Drake oddaje Joshowi a ten kupuje sobie łóżko do opalania. |    |                                      |                               |
| 14.03.2004             | 17.07.2008 | 08 | Zakład                               | The Bet                       |
|                        | Drake jest uzależniony od słodyczy za to Josh od gier komputerowych. Postanawiają się założyć kto dłużej wytrzyma. Podpisują umowę: Ten kto pierwszy przegra musi zafarbować sobie włosy na różowo. Josh nie może wytrzymać bez gier. A Drake dostaje wysypki z powodu zmiany diety. Mama Drake’a i Walter zakładają się kto z nich przegra. Walter stawia na Drake’a a mama Drake’a na Josha. Podpisują taką samą umowę jak Drake i Josh. Josh w całym pokoju rozkłada cukierki, a babcia przysyła mu grę. Oboje się poddają i jak się okazuje wszyscy muszą zafarbować włosy. Drake zakłada perukę. |    |                                      |                               |
| 28.03.2004             | 18.07.2008 | 09 | Praca w kinie                        | Movie Job                     |
|                        | Josh kłóci się z pracownikiem kina „Szalonym Steve’em” (Jerry Trainor) i ten odchodzi. Josh podnosi jego kamizelkę i Helen (szefowa kina) myśli, że on u niej pracuje. Drake wykorzystuje Josha, gdy ma randki bierze wszystko za darmo. Gdy Drake’owi kończą się pieniądze, Drake postanawia, że zatrudni się w kinie. Josh wie, że Helen nie da mu pracy, lecz Helen od razu się zgadza, bo jak się okazuje podoba jej się Drake. Drake nic nie robi, wszystko za niego musi robić Josh. Drake dostaje awans i rozkazuje Joshowi. Ten postanawia przypodobać się Helen, sprzedając popcorn, lecz robi tylko bałagan. Helen będzie musiała go zwolnić, ale do tego przyznaje się Drake i Helen go zwalnia. Drake, aby zarobić sprzedaje rzeczy Josha w internecie. |    |                                      |                               |
| 18.04.2004             | 21.07.2008 | 10 | Rekin bilardowy                      | Pool Shark                    |
|                        | Drake gra z kolegami w bilard. Gdy kolega Drake’a wychodzi ten musi sobie znaleźć kogoś na zastępstwo. Przeciwnicy wybierają mu Josha. Jak się okazuje Josh świetnie gra. Gdy wracają do domu Megan oszukuje go w grze w lotki. Drake wpada na pomysł aby dzięki Joshowi zarabiać pieniądze. Idą do kina udając, że nie umieją grać i wygrywa pieniądze. Gdy Josh się o tym dowiaduje postanawia już mu nie pomagać. Gdy Walter przez przypadek kupuje swojej żonie na urodziny zupełnie taką samą bransoletkę, daje Joshowi pieniądze aby poszedł jej kupić coś innego. Josh postanawia się zemścić na Drake’u i idzie do klubu gdzie umówił się ze swoimi kolegami. Postanawia ich okantować gdy oni się o tym dowiadują chcą ich pobić. Wtedy Drake mówi że już nie będzie oszukiwał wtedy Josh przyznaje się, że to był żart. Josh kupuje od kolegi naszyjnik dla mamy. |    |                                      |                               |
| 4.04.2004              | 22.07.2008 | 11 | Futbol                               | Football                      |
|                        | Drake mówi Joshowi, że ma go dość bo ciągle mu przeszkadza. Namawia go, aby przyłączył się do drużyny futbolowej. Josh dostaje się jako „kierownik sprzętu”. Gdy piecze ciasteczka dla drużyny Megan wrzuca do nich piasek i kapitan się rozchorowuje. Josh postanawia go zastąpić. Ale nie wie jak więc namawia woźnego który kiedyś grał. Woźny jak się okazuje wcale nie umie grać. Gdy Josh wychodzi wygrywa. |    |                                      |                               |
| 2.05.2004              | 23.07.2008 | 12 | Mała diva                            | Little Diva                   |
|                        | Do kina „Premiere” przyjeżdża Ashley Blake, gwiazda filmowa. W kinie właśnie ma się odbyć premiera jej nowego filmu „Mała prezydent”. Josh zostaje jej pomocnikiem. Drake prosi go aby wkręcił go na imprezę, Josh się zgadza w zamian za pomoc w asystowaniu Ashley. Gdy Ashley przychodzi do domu Drake’a i Josha aby spotkać się z Megan nadal rozkazuje braciom. Gdy robią im kawał z wiadrem nad drzwiami, spada ono na nią i chłopcy postanawiają iść z nią na premierę. Gdy Ashley mdleje Drake i Josh idą za nią i udają, że nic jej nie jest. |    |                                      |                               |
| 25.04.2004             | 24.07.2008 | 13 | Mądra dziewczyna                     | Smart Girl                    |
|                        | Drake zakochał się w jednej dziewczynie z jego szkoły. Nie mają wspólnych zainteresowań. Ona lubi się uczyć w przeciwieństwie do Drake’a. Przez przypadek Drake zgadza się wystąpić razem z nią na konkursie. Ale że nie zna odpowiedzi prosi Josha aby ten podpowiadał mu. Kiedy radio psuje się Drake wychodzi. Dziewczyna idzie za nim, ale gdy się dowiaduje przebacza mu ze oszukiwał. |    |                                      |                               |
| 26.09.2004             | 25.07.2008 | 14 | Złośliwy nauczyciel                  | Mean Teacher                  |
|                        | Drake chodzi z córką pani Hayfer. Dowiedział się o tym kiedy szedł do niej do domu aby z nią zerwać, ale pani Hayfer zagroziła mu że jeśli z nią zerwie to nie przejdzie do następnej klasy. W tym czasie Josh cały czas ma szczęście ponieważ nosi szczęśliwą koszulę. Dziewczyna Drake’a umawia go z jej koleżanką i idą na podwójną randkę. Josh pożycza koszulę Drake’owi i wtedy jego dziewczyna z nim zrywa. Drake oddaje mu koszulę a Josh wtedy umawia się z dziewczyną. Pod koniec odcinka Megan oddaje koszulę bezdomnemu a ten wygrywa dzięki niej pieniądze. |    |                                      |                               |
| 24.10.2004             | 28.07.2008 | 15 | Drew i Jerry                         | Drew & Jerry                  |
|                        | Drake chce spędzać więcej czasu sam, więc Josh znajduje sobie nowego kolegę Drew. Drake jest zazdrosny o Drew. Próbuje nawet spędzać czas z Megan. Wtedy on też postanawia znaleźć sobie kolegę imieniem Jerry. Jerry wygląda jak Josh i też lubi gry i sztuczki. Za to Drew jest kopią Drake’a. Gdy Josh odwołuje ich wyjście na premierę i idzie z Drew, Drake postanawia iść z Jerrym na ryby. Gdy spotyka Josha popisuje się jaki dobry jest Jerry za, to Josh popisuje się Drew. Zauważa to reżyser i daje im rolę w serialu. NOTATKA: Pod koniec odcinka Drake i Josh oglądają „Drew i Jerry”. W tym odcinku „Drew i Jerry” parodiują oni odcinek „Rekin bilardowy”. |    |                                      |                               |
| 17.10.2004             | 29.07.2008 | 16 | Grill Gary’ego                       | The Gary Grill                |
|                        | Podczas pracy w kinie do Drake’a i Josha podchodzi dwóch facetów „Koleś i Gościu” i chcą im zaproponować aby sprzedawali grille. Oni się zgadzają. Podstępem sprzedają grille każdemu nawet rodzicom.Nagle zatrzymuje ich policja ponieważ grille były kradzione. Josh dzwoni do domu i mówi o tym Megan. Ona postanawia iść do kina i sprzedawać grille, ale tak naprawdę ma podsłuch i chce ich wydać policji. Do aresztu przychodzi Gary Coleman właściciel grilli. Po pieniądze. A ponieważ Drake i Josh ich nie mają, on zabiera rzeczy które kupili. |    |                                      |                               |
| 19.09.2004             | 30.07.2008 | 17 | Fanka numer 1                        | Number 1 Fan                  |
|                        | W zastępie Megan jest dziewczyna, która jest zakochana w Drake’u. Ciągle go śledzi. Chce aby Drake zaśpiewał dla niej piosenkę. Rozwiesza w jego klasie pełno plakatów z informacją o jego piątkowym występie. Gdy Drake wraca do domu, krzyczy na nią. Następnego dnia gdy jest w radiu, wychodzi, żeby zaśpiewać jej piosenkę PIOSENKA:. Drake Bell – Down We Fall |    |                                      |                               |
| 28.11.2004             | 31.07.2008 | 18 | Rada honorowa                        | Honor Council                 |
|                        | Do klasy pani Hayfer ktoś wprowadził jej samochód. Ona oskarża o to Drake’a i go zawiesza. Ale Josh dowiaduje się, że nie może takiego czegoś zrobić. I urządzają proces. Mindy reprezentuje panią Hayfer a Josh Drake’a. Josh nie może wygrać z Mindy więc prosi Megan o pomoc. Ta daje im kartę ocen Mindy i wychodzi na jaw, że to Mindy wprowadziła samochód do klasy. |    |                                      |                               |
| 12.09.2004             | 01.08.2008 | 19 | Prawo jazdy                          | Driver’s License              |
|                        | Drake i Josh zdają na prawo jazdy. Niestety Drake nie zdaje. Gdy Josh go podwozi dostaje mandat. Walter powiedział, że jeśli dostaną mandat zabierze im prawo jazdy. Drake płaci za brata i ciągle każe mu gdzieś jeździć. Gdy poznaje dziewczynę w kinie, mówi jej, że Josh to jego szofer. Gdy jadą na plażę, zatrzymuje ich policja i Josh dostaje mandat. |    |                                      |                               |
| 12.09.2004             | 04.08.2008 | 20 | Blues Brothers                       | Blues Brothers                |
|                        | Walter zaprasza Josha do telewizji aby prowadził z nim pogodę. Megan jest zła, że to nie ona będzie w telewizji. Gdy Josh ma zapowiadać pojawia się jego „Tik” i wszyscy zaczynają się z niego śmiać. W szkole odbywa się właśnie konkurs talentów i Drake chce zaśpiewać piosenkę, ale jego konkurent kradnie mu ją i Drake postanawia wystąpić z Joshem, wykonując numer z „Blues Brothers” ich ulubionego filmu. Josh z początku się nie zgadza, ale potem występuje z nim i wygrywają. PIOSENKA: Drake Bell and Josh Peck -Blues Brothers, Drake Bell -Found A way |    |                                      |                               |
| SERIA TRZECIA          | |    |                                      |                               |
|                        | |    |                                      |                               |
| 9.04.2005              | 24.12.2008 | 21 | Peruwiańska papryczka                | Peruvian Puff Pepper          |
|                        | Josh przygotowuje się do konkursu na salsę, aby wygrać telewizor.Gdy Drake się o tym dowiaduje też chce z nim wystąpić.Wtedy Megan też by chciała, ale Drake i Josh nie chcą jej w swoim zespole. Megan postanawia sama zrobić salsę. Kupuje peruwiańskie papryczki, aby dodać je do salsy. Wtedy Drake i Josh włamują się do jej pokoju i chcą zabrać papryczki. Zauważają wielki ekran przez który Megan ich obserwuje mówią o tym rodzicom, ale Megan go ukrywa i oni dostają karę. Podczas konkursu okazuje się, że papryczki są nielegalne, a Megan kupiła je po to, aby oni je ukradli, a ona wygrała. Megan przez telewizor podgląda Drake’a i Josha. |    |                                      |                               |
| 16.04.2005             | 26.12.2008 | 22 | Ślub                                 | We’re Married?                |
|                        | Do Josha ma przyjechać jego koleżanka z którą koresponduje od ponad dwóch lat. Pochodzi ona z odległego kraju. Josh podsłuchuje przez telefon jak mówi że tęskni za domem. Postanawia jej urządzić ceremonię przyjaźni. Nie wie jednak że jest to ślub i Drake staje się jej mężem. Do Drake’a i Josha przyjeżdżają rodzice Yuki aby poznać swojego zięcia. Josh ma pomysł, jak go rozwieść. Postanawia ugotować na wspólny obiad mięso z kozy która jest w ich kraju święta. Ale Drake w tym czasie dowiaduje się, że jej ojciec jest milionerem. i postanawia z nią zostać. Ale Josh już podał im obiad. Rodzice Yuki postanawiają ich rozwieść. Drake jest wściekły na brata. |    |                                      |                               |
| 30.04.2005             | 27.12.2008 | 23 | Powrót Mindy                         | Mindy’s Back                  |
|                        | W szkole Josha ma się odbyć konkurs naukowy. Josh się cieszy ponieważ teraz nie ma Mindy i on wygra. W ostatniej chwili spostrzega Mindy na konkursie. Mają takie same projekty, lecz Mindy wygrywa. Podczas lekcji mają zrobić projekt naukowy. Każdy ma sobie wybrać parę. Mindy wybiera Josha. Podczas ich zajęć okazuje się, że są w sobie zakochani. Lecz Josh nic nie mówi o tym Drake’owi ponieważ boi się jak on zareaguje. Mindy nalega aby mu powiedział bo z nim zerwie. Josh nic nie mówi Drake’owi i Mindy z nim zrywa. Wtedy Josh mówi o nich Drake’owi. Ten postanawia pomóc im się znów zejść. Drake i Josh idą pod dom Mindy i Josh wreszcie się całuje z Mindy. |    |                                      |                               |
| 21.05.2005             | 28.12.2008 | 24 | Romans                               | The Affair                    |
|                        | Josh słyszy jak Walter rozmawia przez telefon. Podejrzewa że jego ojciec może mieć romans. Mówi o tym Drake’owi a ten postanawia, że będą go śledzić. Następnego dnia Drake i Josh śledzą Waltera jak się okazuje spotkał on się z kobietą w restauracji. Drake rzuca w ojca klopsem i gdy odchodzi od stolika rozmawiają z kobietą. Drake i Josh są źli na nią, że rozbija im rodzinę i rzucają na nią talerze z jedzeniem. Gdy Walter wraca okazuje się, że to była jego szefowa i chciała dać mu pracę za granicą. |    |                                      |                               |
| 2.04.2005              | 06.01.2009 | 25 | Pensjonat u Drake’a i Josha          | The Drake and Josh Inn        |
|                        | Gdy rodzice Drake’a i Josha wyjeżdżają na weekend dają im kasę na jedzenie. Drake wydaje pieniądze na zabawki i nie starcza im już na nic. Postanawiają wynająć dom jako pensjonat. Megan obiecuje że nie powie nic rodzicom pod warunkiem że będą ją traktować jak gościa. Gdy Drake zaprasza z 50 studentów do domu sytuacja wymyka się spod kontroli. Josh idzie po Helen gdy ta się dowiaduje, że tam jest Drake od razu biegnie do domu. Do Drake’a i Josha przychodzi telewizja z MTV Helen zaczyna śpiewać i rodzice zauważają, że to ich dom. Postanawiają wrócić. Drake i Josh proszą Megan aby wyrzuciła studentów z domu a ona uruchamia gaz przez który wszyscy uciekają. Gdy rodzice wracają do domu, aresztuje ich policja za udostępnianie domu telewizji.                                                                                                   |    |                                      |                               |
| 4.06.2005              | 09.01.2009 | 26 | Gra zazdrości                        | Playing the Field             |
|                        | Josh zapuszcza wąsy przez co Mindy jest zazdrosna. Drake zrywa ze swoją dziewczyną. Gdy ją widzi z innym facetem staje się zazdrosny. Postanawia do niej wrócić dlatego umawia się na randkę z inną dziewczyną. W tym czasie Mindy daje Megan pieniądze aby zgoliła Joshowi wąsy. Tori wraca do Drake’a a Drake dorysowuje Joshowi drugą połówkę wąsa (jedną zgoliła mu Megan). |    |                                      |                               |
| 11.06.2005             | 11.01.2009 | 27 | Operacja Helen                       | Helen’s Surgery               |
|                        | Gdy Helen przechodzi operację oczu traci wzrok na jakiś czas. Prosi Drake’a i Josha aby ją odwieźli do domu. Gdy Drake widzi, w jakiej willi mieszka Helen, postanawia zrobić imprezę. Wtedy Helen odzyskuje wzrok, ale nie gniewa się na Drake’a. |    |                                      |                               |
| 8.10.2005              | 13.01.2009 | 28 | Palec z pianki                       | Foam Finger                   |
|                        | Walter chce zabrać Drake’a i Josha na mecz. Josh nie chce iść ponieważ kiedyś ktoś zabrał mu ostatni palec z pianki. Jak się okazuje to był Drake. Bracia nie chcą się pogodzić. Drake wyprowadza się z ich pokoju i śpi w pokoju Megan. Megan postanawia wyjaśnić tę sprawę. Wzywa sprzedawcę palców z pianki. On mówi, że to Megan zaczęła ponieważ rzuciła w Josha ciastkiem i on myślał, że to Drake i zaczęli się bić.Na końcu Drake godzi się z Joshem. |    |                                      |                               |
| 1.10.2005              | 14.01.2009 | 29 | Doktor Drake                         | Paging Dr. Drake              |
|                        | Drake przez przypadek zrzuca sztangę na Josha i łamie mu nogę. Josh jedzie do szpitala. Drake postanawia udawać lekarza, aby spotykać dziewczyny. Przez przypadek ktoś bierze go za prawdziwego lekarza i Drake musi wykonać operację. |    |                                      |                               |
| 22.10.2005             | 16.01.2009 | 30 | Owca                                 | Sheep Thrills                 |
|                        | Drake i Josh znajdują owcę w garażu okazuje się, że to owca Megan imieniem Boo-o-o-ob. Megan mówi im żeby zaopiekowali się owcą to nie będzie im robić kawałów. Po jakimś czasie Boo-o-o-ob ma małe.Drake i Josh postanawiają ukryć Boo-o-o-oba przed rodzicami. Ale Boo-o-o-ob demoluje im pokój |    |                                      |                               |
| 15.10.2005             | 30.12.2008 | 31 | Dziewczyny górą                      | Girl Power                    |
|                        | Dziewczyna Drake’a kłóci się z nim kto jest silniejszy. Postanawiają zrobić zawody. W tym czasie Josh idzie na kolację do rodziców Mindy, ale nie wychodzi mu to dobrze więc zaprasza ich do siebie. W tym czasie Drake i jego dziewczyna walczą. Przerywają kolację i rodzice Mindy są źli na Josha. Drake wyjaśnia im że chcieli dowiedzieć się kto jest silniejszy i oni także postanawiają im to udowodnić. Pod koniec odcinka Josh i Mindy mogą ze sobą chodzić, a Drake godzi się ze swoją dziewczyną |    |                                      |                               |
| 4.02.2006              | 31.12.2008 | 32 | Podopieczny                          | Little Sibling                |
|                        | Drake może nie zdać więc pani Hayfer przydziela mu podopiecznego. Ale on woli Josha. Drake stara się go przekupić. Ale Joshowi jest smutno z tego powodu więc. Drake udaje że jest chory aby oni mogli iść razem. Drake trafia na dodatkowe lekcje, których nienawidzi, ale Josh go z nich wyciąga. |    |                                      |                               |
| 28.01.2006             | 23.12.2008 | 33 | Nowy Nauczyciel Megan                | Megan’s New Teacher           |
|                        | Josh zostaje przydzielony do klasy Megan dzięki programowi „Zostań nauczycielem -Dzisiaj” Megan się z tego nie cieszy. I zostawiają ją koleżanki bo Josh zadaje trudne lekcje. Gdy wyrzucają ją z urodzin postanawia się zemścić na Joshu. Drake także ma taki zamiar bo chłopak z klasy Megan to jego perkusista a teraz nie może grać. Włamują się do szkoły i zastawiają pułapki na Josha. Na koniec przez Josha odchodzi nauczycielka Megan i wszyscy są szczęśliwi i godzą się z Joshem. |    |                                      |                               |
| 18.03.2006             | 05.01.2009 | 34 | Inwazja obcych                       | Alien Invasion                |
|                        | Megan dostaje od rodziców teleskop. Zabiera komputer Josha na dwór. Drake i Josh postanawiają się zemścić na Megan. Wkładają do komputera płytę z gry o kosmosie i wklejają statek kosmiczny do widoku nieba. Megan myśli że zbliżają się kosmici. Drake prosi Craiga aby podłączył wszystkie sprzęty w kuchni do pilota. I próbuje nastraszyć Megan. Potem zatrudnia makijażystkę aby ich umalowała jak kosmitów. Drake i Josh idą straszyć Megan. Potem Megan straszy ich. |    |                                      |                               |
| 25.02.2006             | 04.01.2009 | 35 | Demonator                            | The Demonator                 |
|                        | W mieście będzie otwarta nowa kolejka. Drake i Josh chcą przejechać się nią w dniu otwarcia. Ale rodzice wychodzą i bracia muszą zająć się dziadkiem który jest po operacji. Drake i Josh postanawiają zabrać Megan z sobą i poprosić Craiga i Erica aby zajęli się dziadkiem. Dziadek nagle się budzi i myśli że jest wojna, a Craig i Eric to Niemcy. Drake i Josh spieszą się aby wrócić przed rodzicami. Ale ciągle wypadają z kolejki np.: Gdy Josh musiał iść do łazienki, gdy napadła ich maskotka. Wreszcie Drake, Josh i Megan dostali się na kolejkę i zdążyli przed powrotem rodziców. |    |                                      |                               |
| 18.02.2006             | 25.12.2008 | 36 | Kinowy zbir                          | Theater Thug                  |
|                        | Josh jest podobny do ściganego przez policję zbira który napada na kina. Producenci programu „Poszukiwani” dają Joshowi rolę 'kinowego zbira”. A Drake’owi rolę klienta kina. Drake i Josh wystąpili w telewizji. Drake’a wszyscy rozpoznają, a na Josha ciągle ktoś wzywa policję myśląc, że to kinowy zbir. Gdy Josh zamyka kino włamuje się „Kinowy zbir” i napada na Josha. Pod kino przyjeżdża policja, ale łapie Josha a kinowy zbir ucieka. |    |                                      |                               |
| 8.04.2006              | 29.12.2008 | 37 | Doktor Phyllis                       | Dr. Phyllis Show              |
|                        | Megan proponuje Drake’owi i Joshowi aby zgłosili się do programu Dr.Phyllis bo ciągle się kłócą. Dr.Phylis wspomina jak się poznali i jak się kłócili. Potem Drake mówi jej że umówił się kiedyś z dziewczyną o imieniu Lisa i że jest ona głupia i nie umie się całować. Lisa jest córką Dr.Phyllis i ta zaczyna bić Drake’a. Drake i Josh wracają do domu i zaczynają wspominać dobre chwile. Potem znów się kłócą i Megan wypuszcza bombę usypiającą. |    |                                      |                               |
| 6.01.2006              | 01.01.2009 | 38 | Drake i Josh jadą do Hollywood       | Drake & Josh Go Hollywood     |
| 6.01.2006              | 07.01.2009 | 39 | Drake i Josh jadą do Hollywood       | Drake & Josh Go Hollywood     |
| 6.01.2006              | 08.01.2009 | 40 | Drake i Josh jadą do Hollywood       | Drake & Josh Go Hollywood     |
|                        | |    |                                      |                               |
| SERIA CZWARTA          | |    |                                      |                               |
|                        | |    |                                      |                               |
| 4.03.2007              | 12.01.2009 | 41 | Zemsta Megan                         | Megan’s Revenge               |
|                        | Do Drake’a i Josha przychodzi supermodelka, która się zgubiła. Josh biegnie do Megan po aparat i robi nim zdjęcie Harveya – chomika Megan. Chomik Megan zdycha. Potem Drake i Josh robią sobie zdjęcia z modelką. Gdy wraca Megan Drake i Josh boją się, że im coś zrobi. Ale ona nie chce się na nich mścić. Drake i Josh ciągle uważają na to aby nie wpaść w jej pułapkę. Pod koniec odcinka Megan mówi im że nie zabili Harveya i że on żyje a zemstą było to że nie mogli spać i bali się wszystkiego co zrobi. A potem otwiera zapadnię i wrzuca ich do garażu mówiąc, że to też była zemsta. Notatka: Kawałek z tego odcinka oglądała Carly (Miranda Cosgrove) w odcinku ICarly. |    |                                      |                               |
| 1.10.2006              | 15.01.2009 | 42 | Krwiożerczy Tyberiusz                | Vicious Tiberius              |
|                        | Josh obiecuje Pani Hayfer że zajmie się jej domem podczas gdy ona wyjeżdża. Razem z Drakiem idą tam i znajdują tam wielkiego psa. Pies próbuje ich ugryźć więc chowają się do łazienki. Megan przychodzi i jej pies nie gryzie postanawia zrobić im na złość i wraca do domu. Drake i Josh muszą wydostać się z łazienki. Aby pies ich nie ugryzł. |    |                                      |                               |
| 22.10.2006             | 19.01.2009 | 43 | Mindy kocha Josha                    | Mindy Loves Josh              |
|                        | Gdy Josh i Mindy robią projekt do szkoły ona mówi że go kocha a Josh zamyka jej drzwi przed nosem. Drake myśli że zrobiła to specjalnie aby nie mógł się skupić na projekcie. W tym czasie Megan chce zemścić się na Drake’u i maluje mu ręce na zielono i wmawia że to śmiertelna choroba którą można leczyć jedynie moczem jaszczurek. Josh postanawia nie odzywać się do Mindy i zrobić projekt. Podczas konkursu okazuje się, że ona dała mu wygrać. Mówi mu że naprawdę go kocha. Ale potem się rozstają. |    |                                      |                               |
| 12.11.2006             | 22.01.2009 | 44 | Wielki Doheny                        | The Great Doheny              |
|                        | Josh spotyka w kinie swojego idola. Który zajmuje się magią (Wielki Doheny) on mówi im że nie ma gdzie mieszkać więc Josh proponuje mu aby zamieszkał z nimi. Drake’owi to nie pasuje bo on ma spać w ich pokoju. Drake i Josh postanawiają załatwić mu występ aby nie musiał z nimi mieszkać. Podczas występu zamykają go w skrzyni, ale potem wszyscy myślą, że on nie żyje. Podczas jego pogrzebu Doheny wstaje i mówi że to była sztuczka. |    |                                      |                               |
| 24.09.2006             | 26.01.2009 | 45 | Przejechana Oprah                    | Josh Runs into Oprah          |
|                        | Josh ma urodziny. Drake mówi mu żeby przyszedł do Premiere wieczorem. Josh myśli że Drake chce mu zrobić imprezę niespodziankę. Ale okazuje się, że Drake robił przyjęcie dla swojej dziewczyny. Josh się na niego obraża. Drake go przeprasza i daje mu bilety na Oprah. Jadą razem. Gdy wjeżdżają na parking Josh potrąca Oprah. Ona trafia do szpitala. Drake i Josh jadą tam i próbują dostać się do jej sali. Aby dostać autograf. Ale ochroniarze nie chcą ich wpuścić. Potem Drake robi Joshowi imprezę niespodziankę i daje mu skuter w prezencie. Na koniec pokazuje mu zakaz zbliżania się do Oprah a Josh cieszy się, że dostał „Autograf”. |    |                                      |                               |
| 14.01.2007             | 29.01.2009 | 46 | Moja kolacja z Bobo                  | My Dinner with Bobo           |
|                        | Drake i Josh dostają od Waltera pieniądze na samochód. Razem z Megan jadą kupić auto. Megan spodobał się żółty samochód. Ale Drake’owi i JoshowI zupełnie inny. Nie mogą się zdecydować więc wracają do domu. Drake zabiera pieniądze i kupuje Bobo-małpkę właściciela komisu z samochodami. Chce żeby występowała a oni mogli zarobić na samochód. Kiedy Drake, Josh i Bobo są w kinie podchodzi do nich jeden facet i chce kupić Bobo. Daje im 10.000 $ i zabiera małpkę. Bracia wracają do domu i mówią o tym Megan a ona szuka w internecie informacji o tym facecie. Okazuje się, że on był karany za jedzenie zwierząt. Drake i Josh jadą do niego i chcą odebrać Bobo. On zamyka ich w szafie. W tym czasie Megan wezwała policję. Idzie do jego domu i nie chce wypuścić braci jeśli nie kupią żółtego samochodu który jej się spodobał. Drake i Josh się zgadzają. |    |                                      |                               |
| 26.11.2006             | 02.02.2009 | 47 | Kocham Sushi                         | I Love Sushi                  |
|                        | Drake i Josh spotykają w „Premiere” facetów z programu w którym urządzają oni dom.Drake i Josh dają im klucze i wychodzą z domu. W tym czasie Megan zatrudnia chłopaka z sąsiedztwa aby dręczył Drake’a i Josha. Gdy bracia wracają do domu okazuje się, że ich okradli. Zabrali wszystkie meble. Drake i Josh postanawiają znaleźć sobie pracę. Znajdują ją w fabryce sushi jako pakowacze, ale nie idzie im dobrze i ich zwalniają. Gdy bracia wracają do domu meble są na swoim miejscu. Jak się okazuje policja znalazła ciężarówkę. |    |                                      |                               |
| 21.01.2007             | 05.02.2009 | 48 | Domek na drzewie                     | Tree House                    |
|                        | Drake kupił sobie rakietę. Razem z Joshem ją składają.Gdy skończyli chcą ją wypróbować, ale rakieta wypada przez okno i niszczy domek na drzewie sąsiadów. Drake, Josh i Megan muszą go naprawić. Gdy kładą ostatnią ściankę okazuje się, że nie ma drzwi i zostali uwięzieni. Megan nie chce im pomóc więc Drake i Josh siedzą tam do wieczora aż wreszcie przewracają domek i wychodzą. |    |                                      |                               |
| 5.11.2006              | 09.02.2009 | 49 | Kto wygrał?                          | Who’s Got Game                |
|                        | Drake i Josh zakładają się o to, kto poderwie więcej dziewczyn. Kiedy Drake kupuje płytę zakochuje się w jednej dziewczynie i chce odwołać zakład. Josh umawia się na wiele randek i potem wyjawia tej dziewczynie, że oni się tylko założyli. Ona chce zerwać z Drakiem, ale kiedy on zbiera wszystkich i mówi im prawdę, ona mu przebacza. |    |                                      |                               |
| 10.08.2007             | 12.02.2009 | 50 | Helikopter                           | Helicopter                    |
|                        | Drake kupuje tysięczny bilet na film „Helikopter” i wygrywa lot helikopterem. Rodzice nie pozwalają mu lecieć więc każe Joshowi go kryć. Razem z Joshem lecą helikopterem, ale przez przypadek uderzają pilota gaśnicą i on wypada z helikoptera. Drake próbuje sterować. Ale kończy się paliwo i spadają do wody. Po przepłynięciu wyławia ich jakiś facet z kutrem wodnym i odwozi na ląd. Gdy wracają do domu przychodzi pilot i żąda 400 000 na nowy helikopter. |    |                                      |                               |
| 7.01.2007              | 16.02.2009 | 51 | Burza                                | The Storm                     |
|                        | Drake i jego zespół mają zagrać koncert w parku. Josh wykupuje autobus aby wszystkich zawieść.Gdy Josh wychodzi, aby przygotować wszystko w parku, zaczyna padać. Wszyscy siedzą w domu Drake’a. Jak się okazuje, są tam też dwie byłe dziewczyny Drake’a i jego obecna dziewczyna. Drake chce się dowiedzieć o czym rozmawiają. W tym czasie do Waltera dzwoni szef, aby jechał do parku i nadał stamtąd pogodę. Gdy wszyscy zaczynają się nudzić, Helen zachęca wszystkich do wspólnego tańca i śpiewu. |    |                                      |                               |
| 15.10.2006             | 19.02.2009 | 52 | Ślub                                 | The Wedding                   |
|                        | Jest ślub ciotki Josha, która ma prawie 80 lat.Rodzina koniecznie chce jechać ponieważ chcą jej domek na plaży. Walter Audrey i Megan mają jechać samochodem a Drake i Josh mają zawieść tort.Gdy przychodzą Craig i Eric po laptopa Drake daje im plecak Josha w którym są także kluczyki do samochodu. Drake dzwoni do kolegi aby pożyczył mu samochód, ale w połowie drogi się psuje.Drake i Josh nie mają komórek.Gdy przyjeżdża pomoc drogowa Drake wyśmiewa jego imię i facet zbija szybę w samochodzie i odjeżdża. Gdy Drake i Josh próbują naprawić samochód ten się zapala i wybucha. |    |                                      |                               |
| 16.09.2007             | 23.02.2009 | 53 | Konkurs tańca                        | Dance Contest                 |
|                        | Josh chce wystąpić w konkursie tańca aby mieć najlepszą średnią. Drake też chce wystąpić aby mieć punkty z w-f i zdać do następnej klasy.Drake zabiera partnerkę Josha przekupując ją aparatem. Josh ma nową partnerkę-zawodową tancerkę. Dziewczyny się nie lubią. Gdy nadchodzi konkurs dziewczyny się biją i zostają zdyskwalifikowane. Drake i Josh postanawiają wystąpić razem. Bracia wygrywają. Notatka: Oryginalnie został wyemitowany jako ostatni. |    |                                      |                               |
| 11.03.2007             | 26.02.2009 | 54 | Wyprostowani                         | Steered Straight              |
|                        | Drake załatwia sobie i bratu podrabiany dowód aby wejść do klubu na koncert. Łapie ich policja. Policjant pokazuje rodzicom program „Wyprostowani”, gdzie pokazuje się nastolatkom, jak jest w więzieniu. Rodzice wzywają policjantów. Gdy Drake i Josh jadą, policjant akurat zostaje wezwany. Gdy się zatrzymuje, przestępca zabiera radiowóz. Drake i Josh muszą udawać, że są przestępcami. Gdy dojeżdżają do domu, muszą wymyślić plan, jak pozbyć się przestępców z domu.. |    |                                      |                               |
| 11.02.2007             | 02.03.2009 | 55 | Josh ma dość                         | Josh Is Done                  |
|                        | Drake i Josh mają bardzo ważny test z chemii. Drake jedzie do szkoły bez Josha, przez co ten spóźnia się na klasówkę i nie może jej pisać. Josh mówi Drake’owi, że ma go dość. Od tej chwili Josh ma szczęście, umawia się z dziewczynami i szefowa go polubiła. Drake’a cały czas spotyka nieszczęście. Zdaje on sobie sprawę, że potrzebuje Josha bardziej niż on jego. W szkole Drake przeprasza Josha i ucieka. Josh wraca do domu i gra z Drakiem w ping ponga. |    |                                      |                               |
| 15.04.2007             | 05.03.2009 | 56 | Bitwa o Panthatar                    | Battle of Panthatar           |
|                        | Drake i Josh dostają zaproszenia na urodziny ich kolegi które będą emitowane w „Mam Szesnastkę” w MTV. Drake umawia się z dziewczyną tego, co organizuje imprezę i on ich wyrzuca. Josh każe mu go przeprosić i dać album podpisany przez „The Beatles”. Drake mu go daje, ale on i tak ich nie wpuszcza. Postanawiają się wkręcić na imprezę jako statyści. |    |                                      |                               |
| 18.02.2007             | 09.03.2009 | 57 | Znokautowany Drake                   | Eric Punches Drake            |
|                        | Eric przez przypadek uderza Drake’a. Ale wszyscy myślą, że Drake został przez niego pobity i się z niego śmieją. Drake obraża Erica publicznie a ten wyjawia wszystkim że ich oszukał i że przez przypadek uderzył Drake’a. |    |                                      |                               |
| 7.04.2007              | 12.03.2009 | 58 | Pierwszy pocałunek Megan             | Megan’s First Kiss            |
|                        | Ostatnio Megan często zachowywała się dziwnie: gdy rozmawiała przez telefon, a Drake i Josh wchodzili do pokoju szybko odkładała słuchawkę i udawała, że nic się nie dzieje. Chłopcy postanowili to sprawdzić. Okazało się, że Megan idzie na randkę do kina. Lecz przez głupotę Drake’a i Josha randka zamieniła się w koszmar. Ostatecznie nowy chłopak Megan z nią zerwał. Chłopcy postanowili naprawić szkody i było wszystko jak dawniej. Do czasu kiedy okazało się, że „chłopak” Megan chodzi jeszcze z jedną dziewczyną. Gdy dziewczyna dowiedziała się o tym zerwała z nim. |    |                                      |                               |
| 3.08.2007              | 16.03.2009 | 59 | Drake i Josh: Naprawdę duża krewetka | Really Big Shrimp             |
| 3.08.2007              | 19.03.2009 | 60 | Drake i Josh: Naprawdę duża krewetka | Really Big Shrimp             |
|                        | |    |                                      |                               |
| FILM ŚWIĄTECZNY        | |    |                                      |                               |
|                        | |    |                                      |                               |
| 5.12.2008              | 09.12.2012 | F1 | Wesołych świąt – Drake i Josh        | Merry Christmas, Drake & Josh |
|                        | |    |                                      |                               |